# Pogonostoma (Microgeniatum)
Pogonostoma (Microgeniatum) – podrodzaj chrząszczy z rodziny biegaczowatych, podrodziny trzyszczowatych i rodzaju Pogonostoma.

## Taksonomia
Podrodzaj wprowadzony został w 1970 przez E. Rivaliera, a jego gatunkiem typowym ustanowiony gatunek Pogonostoma pseudominimum.

## Występowanie
Wszystkie należące tu gatunki są endemitami Madagaskaru.

## Systematyka
Opisano dotychczas 3 gatunki z tego podrodzaju:
- Pogonostoma (Microgeniatum) flavopalpale Jeannel, 1946
- Pogonostoma (Microgeniatuma) infimum Rivalier, 1970
- Pogonostoma (Microgeniatum) pseudominimum W.Horn, 1934